# Ácido linolelaídico
El ácido linolelaídico es un ácido graso trans omega-6 (en inglés trans fatty acids, TFA) y es un isómero cis-trans del ácido linoleico. Se encuentra en aceites vegetales parcialmente hidrogenados. Es un líquido viscoso blanco (o incoloro).
Los TFA se clasifican en conjugados y no conjugados, correspondiendo generalmente a los elementos estructurales −CH=CH−CH=CH− y−CH=CH−CH
2−CH=CH−, respectivamente. Los TFA no conjugados están representados por el ácido elaídico y el ácido linolelaídico. Su presencia está relacionada con enfermedades cardíacas. El TFA ácido vaccénico, que es de origen animal, presenta un riesgo menor para la salud.